# Мачуленко, Антон Семёнович
Антон Семёнович Мачуленко (1918—1994) — полковник Советской Армии, участник Великой Отечественной войны, Герой Советского Союза (1945).

## Биография
Антон Мачуленко родился 28 июля 1918 года в селе Юнаковка (ныне — Сумский район Сумской области Украины). После окончания Сумского счетно-бухгалтерского комбината работал по специальности на сахарном комбинате. В 1939 году Мачуленко был призван на службу в Рабоче-крестьянскую Красную Армию. В 1941 году он окончил Грозненское стрелково-пулемётное училище. С начала Великой Отечественной войны — на её фронтах. В боях два раза ранен и ещё два раза контужен. В 1942 году окончил курсы усовершенствования командного состава.
К апрелю 1945 года капитан Антон Мачуленко командовал мотострелковым батальоном 70-й механизированной бригады 9-го механизированного корпуса 3-й гвардейской танковой армии 1-го Украинского фронта. Отличился во время штурма Берлина. В период с 22 апреля по 2 мая 1945 года батальон Мачуленко разгромил ряд опорных пунктов немецкой обороны, уничтожив 4 танка и захватив в плен более 400 солдат и офицеров противника.
Указом Президиума Верховного Совета СССР от 27 июня 1945 года за «образцовое выполнение боевых заданий командования на фронте борьбы с немецкими захватчиками и проявленные при этом мужество и героизм» капитан Антон Мачуленко был удостоен высокого звания Героя Советского Союза с вручением ордена Ленина и медали «Золотая Звезда» за номером 6542.
После окончания войны Мачуленко продолжил службу в Советской Армии. В мае 1969 года в звании полковника он был уволен в запас. Проживал и работал в Москве. Умер 20 сентября 1994 года, похоронен в Сумах.
Был также награждён орденами Красного Знамени, Отечественной войны 1-й и 2-й степеней, двумя орденами Красной Звезды, рядом медалей.
В честь Мачуленко названа школа в Сумах.